# Sylhet (division)
La division de Sylhet (Sylheti:ꠍꠤꠟꠐ ꠛꠤ꠆ꠜꠣꠉ, bengali : সিলেট বিভাগ) est une des huit divisions administratives du Bangladesh.
Située au nord du pays, elle est bordée par l'Inde au nord et à l'est. Elle était autrefois une partie de l'Assam. Mais une grande partie de ses habitants étant musulmans, lors de la Partition des Indes de 1947, elle est devenue une partie du Pakistan oriental.
La majorité des habitants parlent le bengali. On trouve également des minorités parlant sylheti, ou des langues môn-khmer (khasi, pnar (en), war (en)) et tibéto-birmanes (garo, meitei, mizo).
La région est riche en ressources naturelles.
| District     | Upazila | Union | Village | Municipalité | Population |
| ------------ | ------- | ----- | ------- | ------------ | ---------- |
| Habiganj     | 8       | 77    | 2 076   | 4            | 1 757 665  |
| Maulvi Bazar | 6       | 66    | 2 018   | 4            | 1 612 374  |
| Sunamganj    | 10      | 82    | 2 782   | 4            | 2 013 738  |
| Sylhet       | 11      | 98    | 3 225   | 2            | 2 555 566  |
| 4            | 35      | 323   | 10 101  | 14           | 7 939 343  |

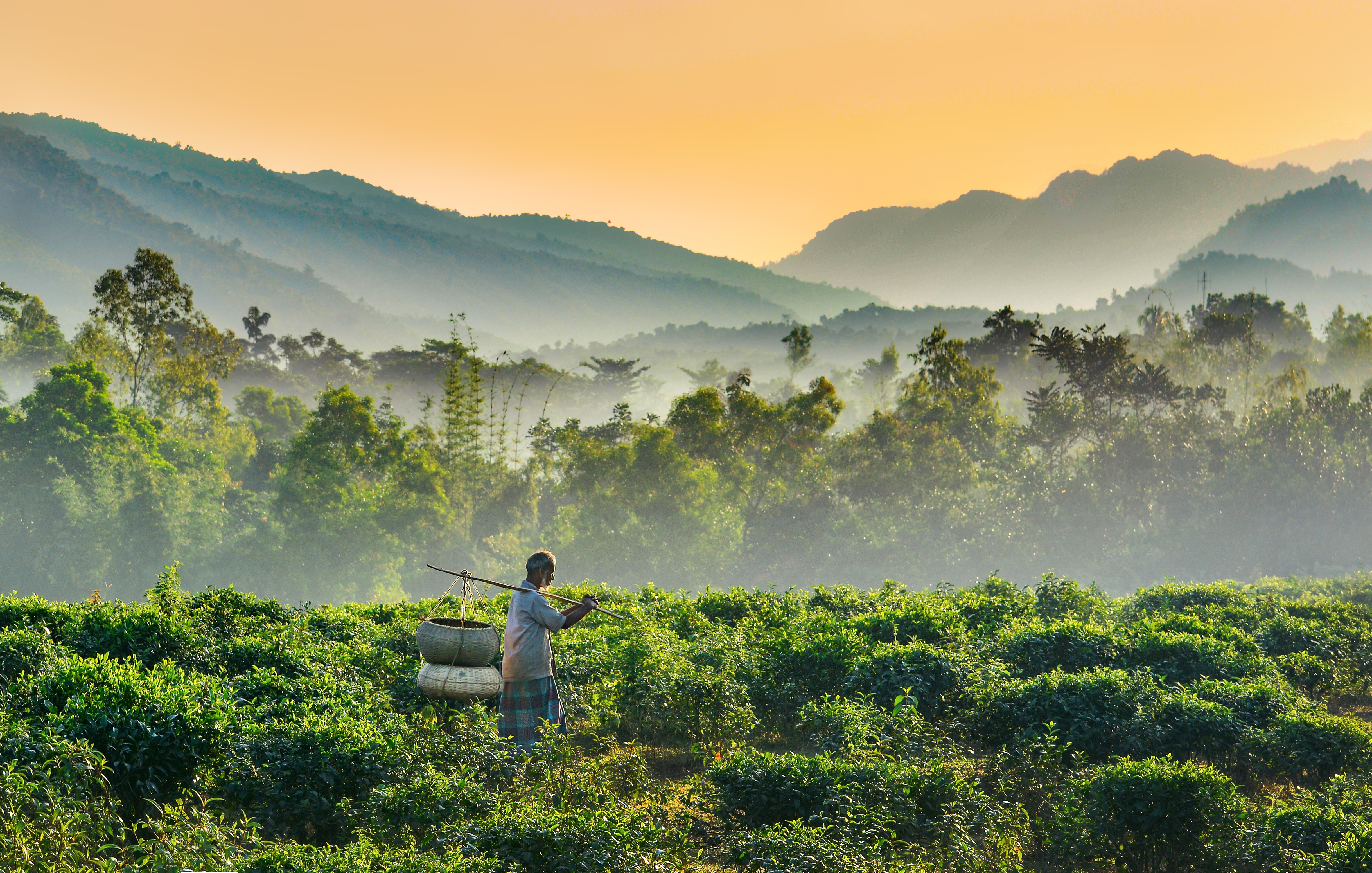
Vieil homme transportant une charge dans la région de Jaflong (bn), upazila de Gowainghat, district de Sylhet, novembre 2017.
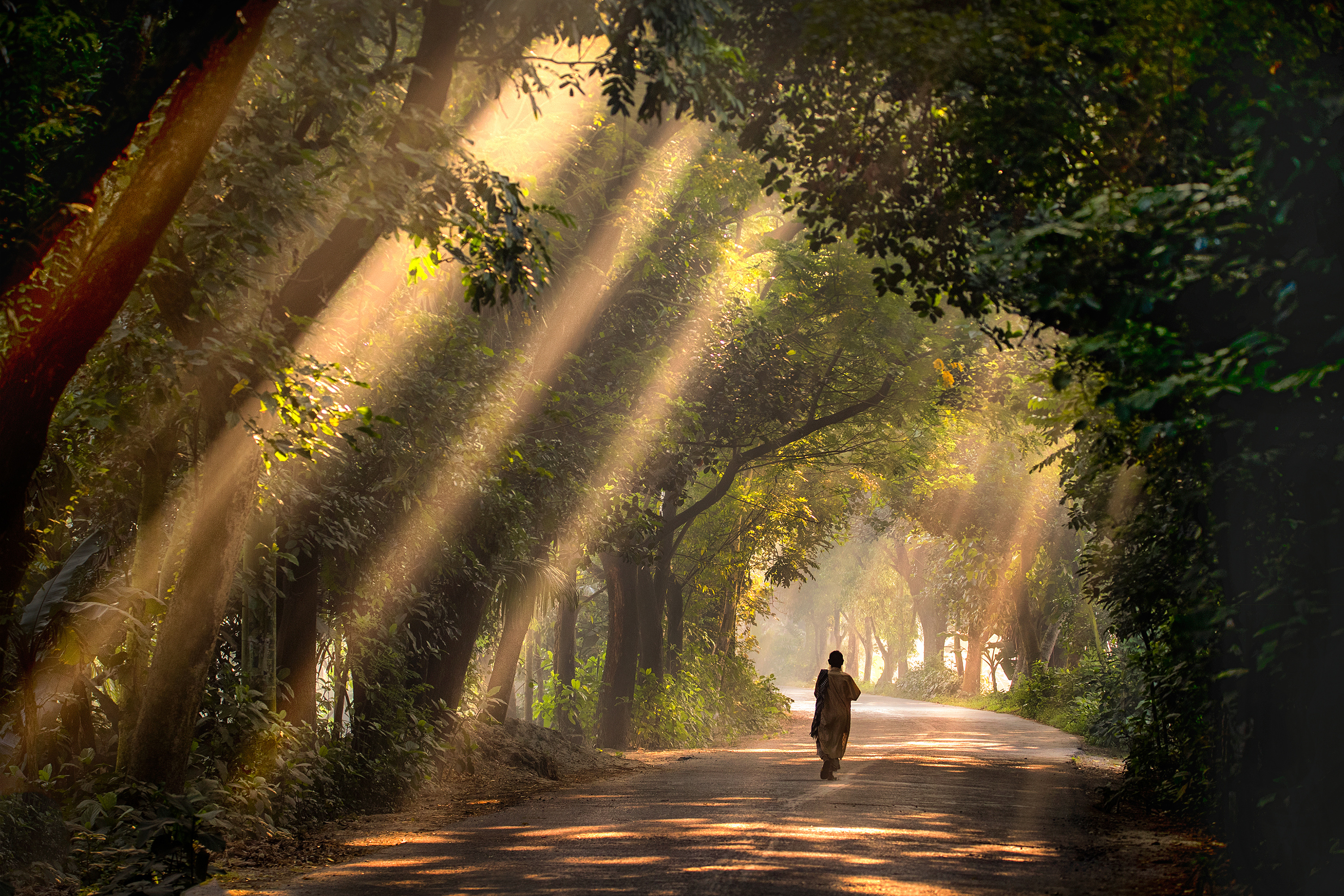
Dans le parc national de Satchari, district de Habiganj, octobre 2016.
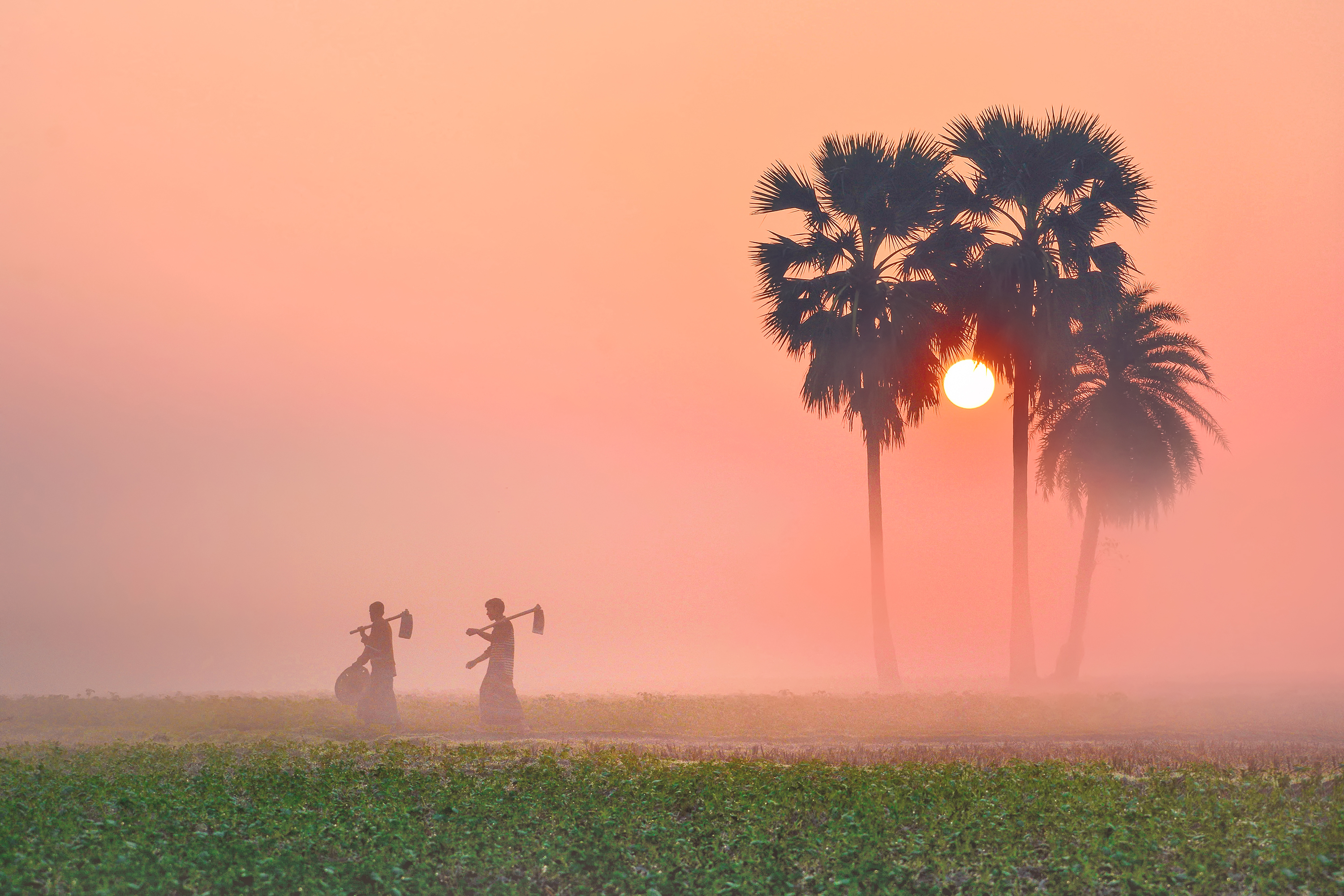
Petit matin brumeux dans le parc écologique de Borshijora (bn), district de Maulvi Bazar, décembre 2017.